# Ivar Andersson (konstnär, född 1909)
Ivar Eugén Andersson, född 10 februari 1909 i Tunafors, Eskilstuna, död 20 juni 1994 i Falun, var en svensk grafiker, tecknare och målare.
Han var son till smärglaren Anders Gustaf Andersson och Maria Albertina Lundqvist och gift med Mary Kristina Andersson. Han bedrev teckningsstudier på egen hand och via korrespondenskurser och en period vid Grafiska skolan. För Dalarnas konstförening utförde han 1948 etsningen Fönstret som användes som föreningens årsgåva. Han medverkade i en utställning av dalamålare i Jönköping och han medverkade i samlingsutställningar med Dalarnas konstförening och Sveriges allmänna konstförenings utställningar på Liljevalchs konsthall. Hans konst består av teckningar i en naturalistisk och redovisande stil. Andersson är representerad vid Värmlands Museum, Stora Kopparbergs Bergslag, Falu kommun och Dalarnas museum. Han är gravsatt i minneslunden på Skogskyrkogården i Falun.